# Comté de Boulogne

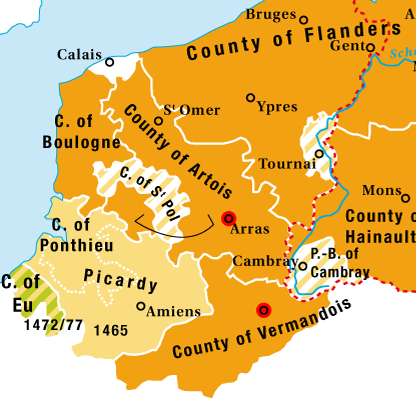
Comté de Boulogne 1465–1477.

Armoiries de Comté de Boulogne.

Le comté de Boulogne est issu d'un pagus franc. Dès le IXe siècle, ce comté se trouve sous la suzeraineté du marquisat de Flandre. Philippe Auguste le confisquera en 1212 pour le donner en apanage à son fils. Le comté suivra ensuite les destinées de l'Artois et sera finalement annexé au domaine royal au XVe siècle,,.

## Histoire
Les comtes de Boulogne avaient pour armes "D'or à trois tourteaux de gueules".
À l'origine, le Boulonnais était un pagus de la civitas des Morins (pagus Bononiensis). Son territoire s'étendait depuis la Canche au sud jusqu'à la limite septentrionale du comté de Guînes et de la seigneurie d'Ardres (seigneurs d'Ardres) ; la terre de Marck, dont le nom est significatif (*marka signifie « frontière » en germanique commun), appartenait au Ternois proprement dit, mais fut longtemps un fief boulonnais.
À la fin du IXe siècle, c'est le comte Erkenger qui se trouve à la tête de ce pagus. En 886 l'évêque Gauzlin de Paris le prie de solliciter contre les Normands le secours du roi des Francs orientaux, l'empereur Charles III le Gros. En 896, Erkenger, qui était demeuré fidèle au prétendant carolingien Charles le Simple, se voit dépouillé de tout ce qu'il possède et contraint de faire hommage au roi des Francs occidentaux, le robertien Eudes. C'est peut-être à cette époque que Baudouin II de Flandre a pu établir sa suzeraineté sur le comté. Le Boulonnais a cependant probablement conservé ses comtes particuliers un certain temps. À la mort de Baudouin II, c'est son second fils Adalolphe qui obtient le Boulonnais de même que le Ternois. À la fin du XIIe siècle, les comtes de Boulogne sont les suzerains des comtes de Saint-Pol.
À la suite de la mort sans héritier, en juin 1191, du comte de Flandre Philippe d'Alsace, Philippe Auguste, par le traité d'Arras d'octobre 1191, prend possession effective de l'Artois, comprenant les places d'Arras, Bapaume, Hesdin, Saint-Omer et Aire-sur-la-Lys, ainsi que la suzeraineté sur les comtés de Boulogne (qui est détaché du comté de Flandre), Guînes et Saint-Pol, et de la place vermandoise de Péronne.
Philippe Auguste, après avoir confisqué le Boulonnais (1212), le remit en apanage à son fils Philippe, époux de l'héritière Mathilde, fille de Renaud de Dammartin.
À la mort de Mathilde (1258), le Parlement de Paris reconnut le comté à Robert V, comte d'Auvergne, dont la mère, Alix de Brabant, était petite-fille de Mathieu de Boulogne. Toutefois deux dépendances, Marck et Calais, qui avaient été, dès le IXe siècle, inféodées par les comtes de Flandre à leurs vassaux boulonnais, furent détachées à cette occasion et rejointes à l'Artois.
Le comté de Boulogne, tout comme les comtés de Saint-Pol et de Guînes, entrèrent en 1237 dans la mouvance de l'Artois, et, à l'exception des territoires qui furent temporairement occupés par l'Angleterre, ils suivirent ses destinées.
Les représentants du Comté rejoignent aux Pays-Bas les États Généraux de 1464 à Bruges. À la mort de Charles le Téméraire, le Roi de France exige la fin de la dépendance de Boulogne envers le Comté d'Artois, provoquant de nouvelles luttes contre les Habsbourg. Le traité de Senlis résout le problème : la France perd l'Artois au profit de l'Empire, tandis que les Habsbourg renonce à Boulogne.
Après l'annexion par Louis XI (février 1477) du Boulonnais, le comté fut intégré au gouvernement militaire de Picardie et devint une sénéchaussée de la généralité d'Amiens.

## Organisation du comté

### Cour comtale
La cour du comte de Boulogne était composée des dignitaires suivants :
- un sénéchal pour guider la bannière seigneuriale dans les expéditions militaires ;
- six autres grands officiers : un vidame, un grand veneur, un louvetier, un rachasseur (« celui qui ramène du gibier »[13]), un houspilleur et un oiseleur ;
- quatre pairies, dont les titulaires étaient : un connétable[note 2], un gonfalonier, un maréchal et un bouteiller ;
- les châtelains et barons du comté (voir ci-dessous).

### Organisation féodale
Le comté de Boulogne comprenait :
- quatre châtellenies : Belle, Longvilliers, Fiennes et Tingry ;
- deux vicomtés : Ambleteuse et Upen (alias Houpedhen[12])[note 3] ;
- douze baronnies : Colembert, Baincthun, Bellebrune, Bernieulles, Doudeauville, Courset, Hesdigneul, Lianes (sur l'actuelle commune d'Alincthun), Ordre (à Boulogne-sur-Mer), Isacre (ou Disacre, à Leubringhen[18]), Engoudsent (sur l'actuelle commune de Beussent) et Thiembronne.

### Administration
Le comté de Boulogne comptait des baillis, dont les résidences étaient Boulogne, Calais, Outreau, Le Wast, Wissant, Londefort (sur la commune actuelle de Wierre-Effroy), Étaples, Bellefontaine et Desvres (aussi nommé Désurenne).